# Stick-slip effect
Stick-slip of slip-stick noemt men het verschijnsel waarbij soms spontaan een schokkende beweging optreedt bij het over elkaar schuiven van twee voorwerpen. Deze schokkende beweging gaat vaak gepaard met krakende of schurende geluiden (lage frequenties) of gejank (hogere frequenties).

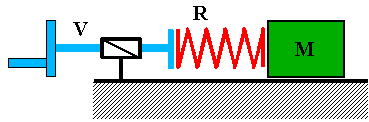
V: aandrijving
R: symboliseert de elasticiteit in het apparaat
M: de te bewegen last

## Oorzaak
De oorzaak van het verschijnsel ligt in het feit dat er tussen twee schuivende oppervlakken wrijving optreedt. De kracht die nodig is om de wrijving te overwinnen is gewoonlijk groter als het voorwerp stilstaat (statische wrijving), dan wanneer het voorwerp al in beweging is (dynamische wrijving).
Bijgaande figuur laat een symbolische voorstelling zien van dit verschijnsel. De aandrijving spant de veer op en als de maximale statische wrijving van M wordt overwonnen, begint M te glijden. Op dat moment verandert de wrijvingscoëfficiënt van de statische naar de dynamische en is de aandrijfkracht groter dan de weerstandskracht. De massa M versnelt tot de veer zodanig is ontspannen dat er geen aandrijfkracht meer uitgeoefend wordt en de beweging stopt. Vervolgens wordt de veer opnieuw opgespannen en de kracht verhoogd, tot die terug groter wordt dan de maximale statische wrijving, et cetera.

## Voorbeelden

### Gereedschapswerktuigen
Stick-slip of slip-stick treedt bijvoorbeeld op in hydraulische cilinders en er wordt zelfs een speciale dope aan de hydraulische vloeistof toegevoegd om dit verschijnsel te beperken. Ook kan het voorkomen bij gereedschapswerktuigen als slijpbanken, hoonmachines en dergelijke.

### Motorfietsen
Stick-slip komt voor in telescoopvorken van motorfietsen (ook bij UPSD-voorvorken) waardoor de vering minder soepel werkt. Motorrijders spreken van een klevende vork, maar het kleven kan meerdere, gecombineerde oorzaken hebben, waaronder kleine vervormingen tijdens het rijden. Alleen nauwkeurige metingen kunnen duidelijkheid geven. Schommelarmvorken, die in de twintigste eeuw als remedie aangehaald werden, hebben minder last van vervorming, maar helpen niet tegen de hydraulische stick-slip. Ook zijn ze ingewikkelder. Door verbeterde ontwerpmethoden en materialen is stick-slip bij telescoopvorken sinds de jaren tachtig sterk afgenomen en wordt het nauwelijks nog opgemerkt. Daardoor is de roep om schommelarmvorken grotendeels stilgevallen en worden ze voor de openbare weg vooral nog toegepast in zijspannen, waar de zijdelingse krachten op de vork veel groter zijn.

### Deuren
Het bekende piepen en kraken van een deur is een gevolg van stick-slip.

### Schrijfgerei
Het piepen van het krijtje op een schoolbord of het piepen van een tekstmarker op een whiteboard is een gevolg van stick-slip.

### Remmen
Het piepen aan het eind van de remweg van een trein met blokkenrem is een voorbeeld van stick-slip. Bij het remmen in een auto of fiets komt dat piepgeluid eveneens voor. Het kan helpen om de rem anders af te stellen of ander frictiemateriaal te kiezen. Het verschijnsel moet niet verward worden met het gepiep van metaal over metaal bij te ver versleten remblokken.

### Strijkinstrumenten
Een van de weinige bekende situaties waarin stick-slip een gewenst verschijnsel is, is bij het aanstrijken van de snaar van strijkinstrumenten.